# Starland Vocal Band
Starland Vocal Band est un groupe vocal de pop américain. Il est notamment connu pour Afternoon Delight, l'un des singles les plus vendus aux États-Unis en 1976 et qui permet au groupe de remporter deux Grammy Awards, dont celui du meilleur nouvel artiste,,.

## Discographie
Albums studio
- 1976 : Starland Vocal Band
- 1977 : Rear View Mirror
- 1978 : Late Nite Radio
- 1980 : 4 X 4
- 1980 : Christmas at Home